# Арцберг (Саксония)
Арцберг (нем. Arzberg) — община в Германии, в земле Саксония. Подчиняется административному округу Лейпциг. Входит в состав района Северная Саксония. Подчиняется управлению Байльроде. Население составляет 2085 человек (на 31 декабря 2010 года). Занимает площадь 58,23 км².

## Население
| Год  | Численность | Численность |
| ---- | ----------- | ----------- |
| 2017 | 1897        | [ 1 ]       |
| 2019 | 1885        | [ 3 ]       |
| 2021 | 1837        | [ 4 ]       |
| 2022 | 1848        | [ 5 ]       |
| 2023 | 1824        | [ 2 ]       |